# Solanum leiophyllum
Solanum leiophyllum är en potatisväxtart som beskrevs av George Bentham. Solanum leiophyllum ingår i släktet skattor som ingår i familjen potatisväxter. IUCN kategoriserar arten globalt som sårbar. Inga underarter finns listade i Catalogue of Life.